# 本基靈省

13°01′19″N 15°24′50″W / 13.02194°N 15.41389°W
本基靈省（法語：Département de Bounkiling），是塞內加爾的省份，位於該國南部，由塞久區負責管轄，首府設於本基靈，北面是古東普省，始建於2008年7月10日，2013年該省份人口145,568。